# Esteban Hernández y Fernández
Esteban Hernández y Fernández, escritor, traductor, novelista e historiador español de la segunda mitad del siglo XIX.

## Biografía
Nada se conoce sobre su vida, salvo lo que se puede deducir de sus obras. Publicó entre 1870 y 1881, siempre en Madrid, numerosos libros de viajes más o menos anovelados, narraciones de aventuras al estilo de Julio Verne. También cultivó la novela histórica sobre personajes atractivos como Pedro I de Castilla y Francisco de Quevedo, y la que dicen fue la primera novela del oeste en español, Los hijos del desierto..., de la que hay edición moderna. En efecto, algunas de sus novelas están ambientadas en el lejano oeste. Tradujo ampliada, entre otras cosas, la Historia de las sociedades secretas antiguas y modernas escrita en francés por Pedro Zaccone y algunos libros de viajes. Es importante su Historia general de España y sus colonias (Madrid: Galería Literaria, 1878), en dos volúmenes, primorosamente ilustrada. También escribió un libro de divulgación sobre Astronomía.

## Obras
- Don Pedro el Cruel: novela histórica original, Madrid, 1872,
- Los hijos del desierto. Recuerdos de un viaje por la América del Norte. Sabadell: Ed. Caballo-Dragón, 1988.
- La fuente de las gracias. Madrid. Imp. de la Galería Literaria, 1872´
- La perla de la costa, Madrid: Imp. de la Galería Literaria, 1873.
- Historia general de España y sus colonias Madrid Galería Literaria 1878
- Las maravillas del Nuevo Mundo. Aventuras de una expedición científica por el Atlántico, las Pampas Argentinas, los Andes, Chile, el Océano Pacífico Madrid, Murcia y Martí, 1875, dos volúmenes.
- Cacerías Americanas. Madrid: El Mirlo Blanco, 1952.
- La astronomía al alcance de todos: conversaciones entre un viejo y un niño Madrid: Galería Literaria, 1873
- Los amores de Quevedo, Madrid: M. Minuesa, 1877.
- Las galas de la creación: novela original, Madrid: Galería Literaria, 1874.
- Un Gil Blas en California: impresiones de viaje (trad. de Alexandre Dumas Un Gil Blas en Californie) Madrid: Murcia y Martí, 1873
- Un invierno en Noruega: aventuras de una tripulación abandonada..., 1873.
- Las habitaciones aéreas: recuerdos de un viaje..., 1872.
- Viaje á la Mongolia: aventuras de una familia española en la estepa del Asia Central, 1874, 2 vols..
- Memorias de un misionero: historia de un mártir, 1872.
- Aventuras de un navegante: recuerdos de un viaje á los mares del Norte, 1873.
- La fuente de las gracias: descubrimiento de la Florida: novela, 1872.
- Los secretos del occéano: impresiones de viaje, 1874.
- El cazador de tigres: recuerdos de un viaje alrededor del mundo, 1872.
- Los cazadores de la pradera: estudio de costumbres americanas, 1874.
- Los amores de una esclava: novela original, 1874.
- La estrella del sur: leyenda americana, 1872.
- Rio de sangre: leyenda americana, 1872.
- Los Serrallos del Nuevo Mundo, 1879.
- Las mujeres de historia: cuadros de costumbres contemporáneos, 1880.
- Los grandes lagos de África: viaje de exploración en el Africa
- Historia general de España y sus colonias desde la más remota antigüedad hasta nuestros días: Ilustrada con láminas, Murcia y Martí edits., 1878, 2 vols.
- La familia del Diablo: Cuadros de costumbres contemporáneos, 1876.
- Las Selvas vírgenes, recuerdos de un viaje por la América del Sud, 1881.
- Hombres ilustres mexicanos, México, 1873-74, cuatro vols.
- Las Maravillas del Nuevo Mundo, 1875, 2 vols.
- Un año en Oceanía. Recuerdos de un viaje alrededor del mundo. Madrid, Imprneta de la Galería Literaria, 1872-1874, 2 vols.

## Fuente
- Juan Ignacio Ferreras, Catálogo de novelas y novelistas españoles. Siglo XIX.. Madrid: La Biblioteca del Laberinto, 2010.

- Datos: Q5849085